# Joseph de Vignoli
Joseph de Vignoli, francisation de Giuseppe Vignoli (né à Camerino le 20 août 1710, † à Forli le 2 avril 1782), ecclésiastique italien, est évêque de San Severino Marche (1746-1757) puis évêque de Carpentras de 1757 à 1776 et enfin évêque de Forli (1776-1782).

## Biographie
Giuseppe Vignoli est issu d'une famille noble de Camerino dans les Marches. Il est éduqué par les Jésuites. Ordonné prêtre en 1733, il est désigné comme évêque de San Severino Marche en 1746 et consacré à Rome par le cardinal Giovanni Antonio Guadagni. Il est transféré à Carpentras dans le Comtat Venaissin alors possession pontificale en 1757. Lors de la suppression de la Compagnie de Jésus, il écrit une lettre  en leur faveur le 2 octobre 1761 au Chancelier de France. Il résigne son siège épiscopal français et il est nommé évêque de Forli où il meurt en 1782.